# Llac Texoma
El llac Texoma és un dels embassaments més grans dels Estats Units i el dotzè llac més gran del Cos d'Enginyers de l'Exèrcit dels Estats Units. El llac Texoma està format per la presa Denison al Riu Vermell, als comtats de Bryan, Oklahoma i Grayson, Texas; a 1.168 quilòmetres (726 milles) de la desembocadura. Es troba a la convergència dels rius Vermell i Washita. El projecte va finalitzar l'any 1944. La presa està situada a 8 quilòmetres (5 milles) al nord-oest de Denison, Texas i 24 quilòmetres (15 milles) al sud-oest de Durant, Oklahoma.
El llac Texoma atrau 6 milions de visitants cada any.
Oklahoma té, dins dels seus límits, una major superfície de llac que l'estat de Texas.